# Messier 50
Messier 50 este un obiect ceresc care face parte din Catalogul Messier, întocmit de astronomul francez Charles Messier.